# Sphaeropoeus tatusiaeformis
Sphaeropoeus tatusiaeformis är en mångfotingart som beskrevs av Daday 1889. Sphaeropoeus tatusiaeformis ingår i släktet Sphaeropoeus och familjen Zephroniidae. Inga underarter finns listade i Catalogue of Life.